# Elecciones provinciales de Córdoba de 1921
Las elecciones generales de la provincia de Córdoba de 1921 tuvieron lugar el 21 de noviembre del mencionado año con el objetivo de elegir al gobernador para el período 1922-1925 y a los miembros de la legislatura provincial. Julio Argentino Pascual Roca, hijo del expresidente Julio Argentino Roca y candidato del oficialista Partido Demócrata de Córdoba, obtuvo una cuestionada victoria unánime luego de que la mayor parte de los partidos políticos, sino todos, boicotearan la elección en respuesta a la sanción de la Ley 2.825 por parte del gobierno saliente de Rafael Núñez que fijó un nuevo mecanismo de representación territorial en la asignación de bancas para la Cámara de Diputados de Córdoba. Este acto, considerado una manipulación arbitraria por la oposición, provocó al abstención de la Unión Cívica Radical el 11 de noviembre, días antes de los comicios.
El presidente Hipólito Yrigoyen, ante la disyuntiva de intervenir la provincia o permitir que su partido se abstuviera, decidió no intervenir, y los comicios se realizaron con una de las participaciones más bajas de la historia electoral argentina. A pesar de ser el voto obligatorio, solo el 20,44% del padrón votó (unas 33.794 personas de 165.327), y 97,85% del voto válido fue para Roca. El candidato demócrata de este modo fue proclamado electo y asumió el cargo el 17 de mayo de manos del vicegobernador Gerónimo del Barco, pues Núñez renunció tres días después de elegido Roca para preparar su campaña para la vicepresidencia de la Nación como compañero de Norberto Piñero, candidato conservador.

## Resultados
|  | 97.85 % |

|  | 2.15 % |

|  | 87.95 % |

|  | 12.05 % |

|  | 100.00 % |

|  | 20.44 % |